# Elecciones provinciales de Corrientes de 1993
Las elecciones generales de la provincia de Corrientes de 1993 se realizaron el 3 de octubre de 1993. Fueron las primeras elecciones luego de la reforma constitucional que eliminó el colegio electoral y estableció el sufragio directo. A pesar de que ahora el candidato ganador requería mayoría absoluta para ser electo, Raúl Romero Feris fue elegido en primera vuelta ante la renuncia del peronista Alberto Di Filippo al balotaje.

## Resultados

### Gobernador y vicegobernador
| Fórmula                   | Fórmula               | Partido/Alianza       | Partido/Alianza                               | Votos   | %     |
| Gobernador                | Vicegobernador        | Partido/Alianza       | Partido/Alianza                               | Votos   | %     |
| ------------------------- | --------------------- | --------------------- | --------------------------------------------- | ------- | ----- |
| Raúl Rolando Romero Feris | Lázaro Chiappe        |                       | Pacto Autonomista - Liberal                   | 188.383 | 47,73 |
| Alberto Di Filippo        | Rubén Pruyas          |                       | Frente para la Victoria                       | 148.462 | 37,62 |
| Carlos Roldán             |                       |                       | Unión Cívica Radical                          | 45.804  | 11,61 |
| Esio Silveira             |                       |                       | Frente Correntino (PDC - PI)                  | 4.351   | 1,10  |
| Carlos Moratorio          |                       |                       | Movimiento por la Dignidad y la Independencia | 3.843   | 0,97  |
| Bernardo Panario          |                       |                       | Acción Correntina                             | 2.520   | 0,64  |
| Araceli Ferreyra          |                       |                       | Frente Pueblo Unido                           | 1.303   | 0,33  |
| Votos positivos           | Votos positivos       | Votos positivos       | Votos positivos                               | 394.666 | 98,15 |
| Votos en blanco           | Votos en blanco       | Votos en blanco       | Votos en blanco                               | 6.159   | 1,53  |
| Votos nulos               | Votos nulos           | Votos nulos           | Votos nulos                                   | 1.266   | 0,31  |
| Participación             | Participación         | Participación         | Participación                                 | 402.091 | 76,93 |
| Electores registrados     | Electores registrados | Electores registrados | Electores registrados                         | 522.673 | 100   |
| Fuente:                   |                       |                       |                                               |         |       |

### Cámara de Diputados
| ← 1991 · Cámara de Diputados · 1995 → | ← 1991 · Cámara de Diputados · 1995 →         | ← 1991 · Cámara de Diputados · 1995 → | ← 1991 · Cámara de Diputados · 1995 → | ← 1991 · Cámara de Diputados · 1995 → |
| Partido/Alianza                       | Partido/Alianza                               | Votos                                 | %                                     | Bancas                                |
| ------------------------------------- | --------------------------------------------- | ------------------------------------- | ------------------------------------- | ------------------------------------- |
|                                       | Pacto Autonomista - Liberal                   | 183.268                               | 47,13                                 | 7/13                                  |
|                                       | Frente para la Victoria                       | 142.873                               | 36,74                                 | 5/13                                  |
|                                       | Unión Cívica Radical                          | 49.052                                | 12,61                                 | 1/13                                  |
|                                       | Frente Correntino (PDC - PI)                  | 5.413                                 | 1,39                                  |                                       |
|                                       | Movimiento por la Dignidad y la Independencia | 4.046                                 | 1,04                                  |                                       |
|                                       | Acción Correntina                             | 2.928                                 | 0,75                                  |                                       |
|                                       | Frente Pueblo Unido                           | 1.313                                 | 0,34                                  |                                       |
| Votos positivos                       | Votos positivos                               | 388.893                               | 97,45                                 |                                       |
| Votos en blanco                       | Votos en blanco                               | 8.959                                 | 2,24                                  |                                       |
| Votos nulos                           | Votos nulos                                   | 1.217                                 | 0,30                                  |                                       |
| Participación                         | Participación                                 | 399.069                               | 76,35                                 |                                       |
| Electores registrados                 | Electores registrados                         | 522.673                               | 100                                   |                                       |
| Fuente:                               |                                               |                                       |                                       |                                       |

### Cámara de Senadores
| ← 1991 · Cámara de Senadores · 1995 → | ← 1991 · Cámara de Senadores · 1995 →         | ← 1991 · Cámara de Senadores · 1995 → | ← 1991 · Cámara de Senadores · 1995 → | ← 1991 · Cámara de Senadores · 1995 → |
| Partido/Alianza                       | Partido/Alianza                               | Votos                                 | %                                     | Bancas                                |
| ------------------------------------- | --------------------------------------------- | ------------------------------------- | ------------------------------------- | ------------------------------------- |
|                                       | Pacto Autonomista - Liberal                   | 182.925                               | 47,00                                 | 2/4                                   |
|                                       | Frente para la Victoria                       | 144.097                               | 37,02                                 | 2/4                                   |
|                                       | Unión Cívica Radical                          | 49.158                                | 12,63                                 |                                       |
|                                       | Frente Correntino (PDC - PI)                  | 4.852                                 | 1,25                                  |                                       |
|                                       | Movimiento por la Dignidad y la Independencia | 4.132                                 | 1,06                                  |                                       |
|                                       | Acción Correntina                             | 2.760                                 | 0,71                                  |                                       |
|                                       | Frente Pueblo Unido                           | 1.312                                 | 0,34                                  |                                       |
| Votos positivos                       | Votos positivos                               | 389.236                               | 97,49                                 |                                       |
| Votos en blanco                       | Votos en blanco                               | 8.804                                 | 2,21                                  |                                       |
| Votos nulos                           | Votos nulos                                   | 1.201                                 | 0,30                                  |                                       |
| Participación                         | Participación                                 | 399.241                               | 76,38                                 |                                       |
| Electores registrados                 | Electores registrados                         | 522.673                               | 100                                   |                                       |
| Fuente:                               |                                               |                                       |                                       |                                       |